# Zhang Linli
Zhang Linli, född den 6 mars 1973, är en kinesisk kvinnlig före detta friidrottare som under 1990-talet tillhörde världens främsta friidrottare på 3 000 meter.
Zhang deltog vid VM för juniorer 1992 där hon vann guld på 3 000 meter med tiden 8.46,86. Året efter blev hon silvermedaljör på 3 000 meter vid VM i Stuttgart, slagen av landsmannen Yunxia Qu, hennes tid i finalen var 8.29,25.
Senare samma år slog hon Tatjana Kazankinas nio år gamla världsrekord när hon den 12 september sprang på 8.22,06 i första heatet vid kinesiska mästerskapen 1993. Trots den imponerande tiden stod sig världsrekordet bara fram till andra heatet då hela tre löpare löpte på tider snabbare än Zhangs nysatta världsrekord. I finalen som avgjordes dagen efter satte Zhang ett nytt personligt rekord på 8.16,50 men hon slutade ändå först på tredje plats i loppet som vanns av Wang Junxia.
Efter 1994 har Zhang inte deltagit i någon internationell tävling. 